# Old 97's
Old 97's is een Amerikaanse alternatieve-countryband uit Dallas. De band werd daar opgericht in 1993. De meeste nummers worden van tekst voorzien door frontman Rhett Miller. Old 97's wordt beschouwd als een van de grondleggers van het genre.

## Discografie
- 1994: Hitchhike To Rhome (Big Iron / Idol Records)
- 1995: Stoned / Garage Sale w/ Funland (Idol Records)
- 1995: Wreck Your Life (Bloodshot Records)
- 1997: Too Far To Care (Elektra Records)
- 1999: Fight Songs (Elektra Records)
- 2000: Early Tracks EP (Bloodshot Records)
- 2001: Satellite Rides (Elektra Records) #121 US
- 2004: Drag It Up (New West Records) #120 US
- 2005: Alive and Wired (New West Records)
- 2006: Hit by a Train: The Best of Old 97's (Rhino Entertainment)
- 2008: Blame It On Gravity (New West Records)
- 2009: Wreck Your Life... And Then Some: The Complete Bloodshot Recordings (Vinyl-Only) (Bloodshot Records)

## Dvd's
- 2005: Old 97's Live (New West Records)

## Trivia
De Old 97's spelen een alien band, bestaande uit; Bzermikitokolok (gespeeld door Rhett Miller), Kortolbookalia (gespeeld door Murry Hammond), Sliyavastojoo (gespeeld door Ken Bethea) en Phloka (gespeeld door Philip Peeples), in The Guardians of the Galaxy Holiday Special uit 2022 van James Gunn. Deze special van Marvel Studios is onderdeel van het Marvel Cinematic Universe. Old 97's maakte voor deze special twee nummers.
In de film Guardians of the Galaxy Vol. 3 uit 2023 verschijnt Rhett Miller opnieuw kort in de rol van Bzermikitokolok.